# VM i boksning 2007
Verdensmesterskabet i boksning 2007 blev arrangeret i Chicago, USA fra 23. oktober til 3. november 2007. Konkurrencen blev afholdt på UIC Pavilion, og var de største VM i boksning nogensinde. Mesterskabet blev oprindeligt tildelt Moskva i Rusland, men de blev senere frataget mesterskabet, efter at de ikke kunne opfylde kravene til AIBA. Imidlertid var Moskvas tildeling af mesterskabet blevet ophævet på grund af Moskvas manglende evne til at opfylde visse forpligtelser .
Konkurrencen var arrangeret af de internationale bokseforbud AIBA.

## Medaljer
| Vægtklasse:    | guld:                          | Sølv:                             | bronze:                                                           |
| Let-fluevægt   | Zou Shiming · Kina             | Harry Tañamor · Filippinerne      | Amnat Ruanroeng · Thailand · Nordine Oubaali · Frankrig           |
| Fluevægt       | Raushee Warren · USA           | Somjit Jongjohor · Thailand       | Vincenzo Picardi · Kina · Samir Mammadov · Aserbajdsjan           |
| Bantamvægt     | Sergey Vodopyanov · Rusland    | Enkhbatyn Badar-Uugan · Mongoliet | McJoe Arroyo · Puerto Rico · Joseph Murray · Storbritannien       |
| Fjervægt       | Albert Selimov · Rusland       | Vasyl Lomachenko · Ukraine        | Yakup Kilic · Tyrkiet · Li Yang · Kina                            |
| letvægt        | Frankie Gavin · Storbritannien | Domenico Valentino · Kina         | Kim Song-guk · Nordkorea · Alexey Tishchenko · Rusland            |
| Super-letvægt  | Serik Sapiyev · Kasakhstan     | Gennady Kovalev · Rusland         | Masatsugu Kawachi · Japan · Bradley Saunders · Storbritannien     |
| Weltervægt     | Demetrius Andrade · USA        | Non Boonjumnong · Thailand        | Adem Kilicci · Tyrkiet · Hanati Silamu · Kina                     |
| mellemvægt     | Matvey Korobov · Rusland       | Alfonso Blanco · Venezuela        | Bakhtiyar Artayev · Kasakhstan · Sergiy Derevyanchenko · Ukraine  |
| Letsværvægt    | Abbos Atoev · Usbekistan       | Artur Beterbiev · Rusland         | Daugirdas Semiotas · Litauen · Yerkebuian Shynaliyev · Kasakhstan |
| Sværvægt       | Clemente Russo · Kina          | Rakhim Chakhkeiv · Rusland        | John M'Bumba · Frankrig · Nijiati Yushan · Kina                   |
| Super-sværvægt | Roberto Cammarelle · Kina      | Vyacheslav Glazkov · Ukraine      | Zhang Zhilei · Kina · Islam Timurziev · Rusland                   |

## Medaljetabel
| Boksning under Sommer-OL 2008 | Boksning under Sommer-OL 2008 | Boksning under Sommer-OL 2008 | Boksning under Sommer-OL 2008 | Boksning under Sommer-OL 2008 | Boksning under Sommer-OL 2008 |
| ----------------------------- | ----------------------------- | ----------------------------- | ----------------------------- | ----------------------------- | ----------------------------- |
| Plads                         | Land                          | Guld                          | Sølv                          | Bronze                        | Totalt                        |
| 1.                            | Rusland                       | 3                             | 3                             | 2                             | 8                             |
| 2.                            | Italien                       | 2                             | 1                             | 1                             | 4                             |
| 3.                            | USA                           | 2                             | 0                             | 0                             | 2                             |
| 4.                            | Kina                          | 1                             | 0                             | 4                             | 5                             |
| 5.                            | Storbritannien                | 1                             | 0                             | 2                             | 3                             |
| 5.                            | Kasakhstan                    | 1                             | 0                             | 2                             | 3                             |
| 7.                            | Usbekistan                    | 1                             | 0                             | 0                             | 1                             |
| 8.                            | Thailand                      | 0                             | 2                             | 1                             | 3                             |
| 8.                            | Ukraine                       | 0                             | 2                             | 1                             | 3                             |
| 10.                           | Filippinerne                  | 0                             | 1                             | 0                             | 1                             |
| 10.                           | Venezuela                     | 0                             | 1                             | 0                             | 1                             |
| 10.                           | Mongoliet                     | 0                             | 1                             | 0                             | 1                             |
| 12.                           | Tyrkiet                       | 0                             | 0                             | 2                             | 2                             |
| 12.                           | Frankrig                      | 0                             | 0                             | 2                             | 2                             |
| 14.                           | Aserbajdsjan                  | 0                             | 0                             | 1                             | 1                             |
| 14.                           | Puerto Rico                   | 0                             | 0                             | 1                             | 1                             |
| 14.                           | Nordkorea                     | 0                             | 0                             | 1                             | 1                             |
| 14.                           | Japan                         | 0                             | 0                             | 1                             | 1                             |
| 14.                           | Litauen                       | 0                             | 0                             | 1                             | 1                             |
|                               | Totalt                        | 11                            | 11                            | 22                            | 44                            |